# صلیب سنت جورج

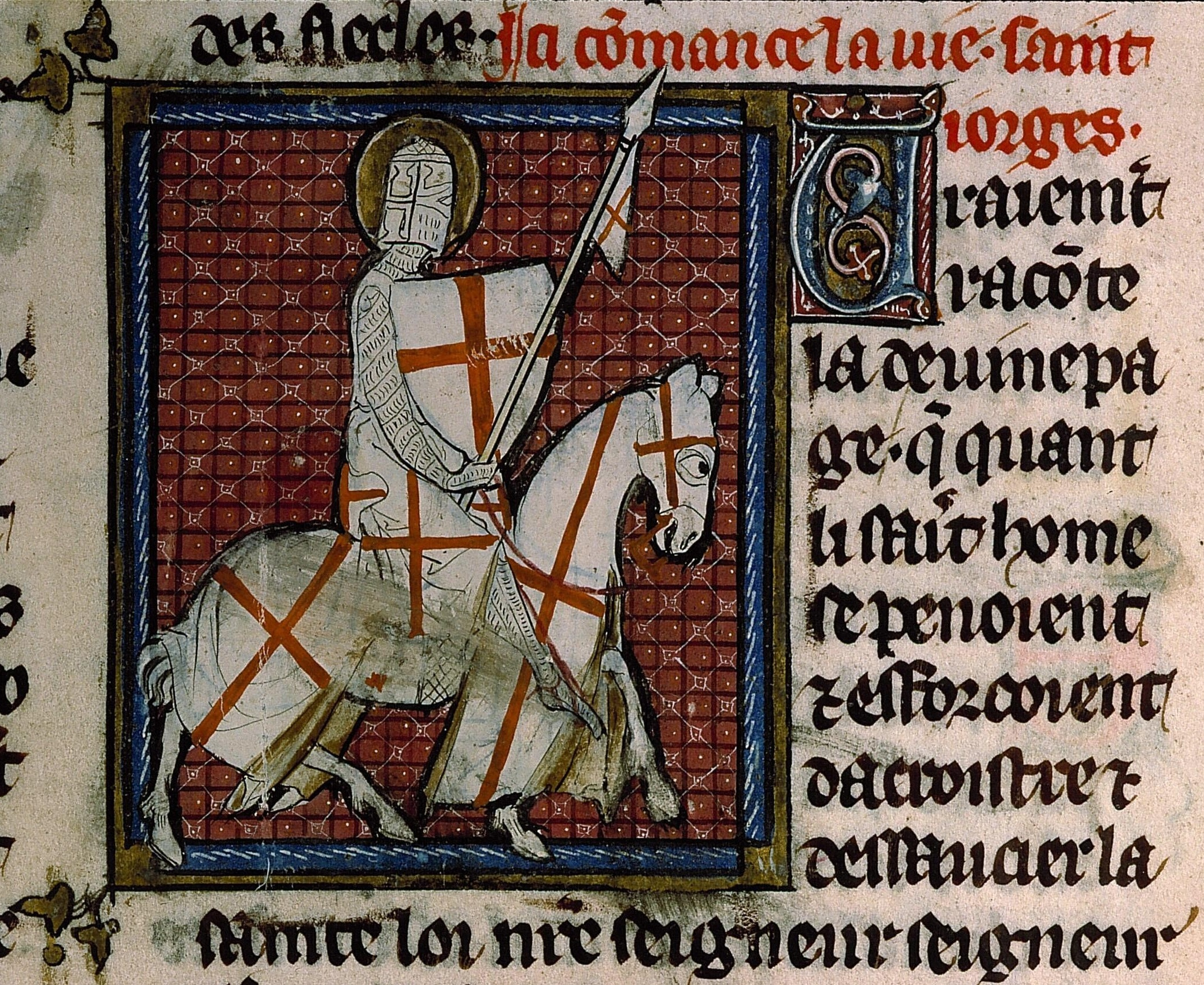
جرجیس در قرن چهارم میلادی و در دوران امپراتوری روم زیست، اما در هنر قرون وسطی، او را به شکل یک شوالیه صلیبی به تصویر می‌کشیدند.

صلیب سنت جورج (انگلیسی: Saint George's Cross) صلیب سرخی بر روی پس زمینه‌ای سفید رنگ است. در قرون وسطی، این صلیب را به سنت جورج (یا جرجیس) منسوب می‌دانستند.
طراحی صلیب سرخ و سفید که آن را یکی از نمادهای صلیبیون به‌شمار می‌آورند، به قرن دهم میلادی بازمی‌گردد. از این صلیب در پرچم جمهوری جنوا در این قرن استفاده شد و بعدها توسط اتحادیه سوابی در امپراتوری مقدس روم نیز مورد استفاده قرار گرفت.

پرچم گرجستان

پس از اصلاحاتی که در دوران معاصر اولیه در پادشاهی انگلستان روی داد، این دولت جرجیس را به عنوان «قدیس پشتیبان» خود در نظر گرفت و صلیب منسوب به وی راهش را به پرچم انگلیس باز کرد. کاتالونیا و گرجستان نیز جرجیس را قدیس پشتیبان خود به حساب می‌آورند؛ همچنین این صلیب در پرچم گرجستان در کنار صلیب اورشلیم دیده می‌شود.

پرچم انگلستان